# Arpema
Arpema is een geslacht van vlinders van de familie tandvlinders (Notodontidae).

## Soorten
- A. florenceae Thiaucourt, 1991
- A. megalopia Schaus, 1915
- A. phaleroides Rothschild, 1917